# Marlow Bottom
Marlow Bottom – wieś w Anglii, w hrabstwie Buckinghamshire, w dystrykcie (unitary authority) Buckinghamshire. Leży 47 km na zachód od centrum Londynu.